# HD194783
HD194783 — хімічно пекулярна зоря спектрального класу B9, що має видиму зоряну величину в смузі V приблизно  6,1.
Вона  розташована на відстані близько 627,2 світлових років від Сонця
й наближається до нас зі швидкістю приблизно 10 км/сек.

## Пекулярний хімічний склад
Зоряна атмосфера HD194783 має підвищений вміст Hg.